# Sumitrosis fuscicornis
Sumitrosis fuscicornis is een keversoort uit de familie bladkevers (Chrysomelidae). De wetenschappelijke naam van de soort werd in 1911 gepubliceerd door Julius Weise.